# Cholersbach
Der Cholersbach ist ein rund 6,5 Kilometer langer Wildbach in den Schweizer Kantonen Solothurn und Basel-Landschaft. Er entspringt im Juragebirge und mündet am Jurasüdfuss in die Dünnern. Er ist deren zweitgrösster Nebenbach und ein indirekter Zufluss zur Aare.

## Name
Der seit dem 19. Jahrhundert dokumentierte Gewässername wird damit erklärt, dass im Waldgebiet am Oberlauf früher Köhler ihre Tätigkeit ausübten.

## Geographie

### Verlauf
Das Quellgebiet des Cholersbachs befindet sich auf rund 970 m ü. M. im Tal Spalen westlich der Wuesthöchi im Kanton Solothurn. Auf den ersten 1,5 Kilometern wechselt der Bachlauf mehrmals zwischen den Kantonsgebieten von Solothurn und Basel-Landschaft hin und her, weil die Kantonsgrenze zwischen den Grenzmarken in direkter Linie quer durch die Berglandschaft gezogen ist. Vom Rodungsland an der Schwengihöchi im Gebiet der Baselbieter Gemeinde Langenbruck kommen kleine Nebenbäche in den Cholersbach, der danach durch das Tal mit der Rodungssiedlung Asp fliesst. In einer Klus unterhalb von Asp zwischen den Bergen Schwengiflüeli und Bergli überschreitet er mit einem Wasserfall zum letzten Mal die Kantonsgrenze. Er fliesst im Synklinaltal unterhalb von Bärenwil gegen Osten durch ein grosses Waldgebiet, nimmt dabei den Bärenwilbach auf und wird dann von der Solothurner Kantonsstrasse 5700 begleitet, die ihn auf der Höhe von 700 m ü. M. überquert.

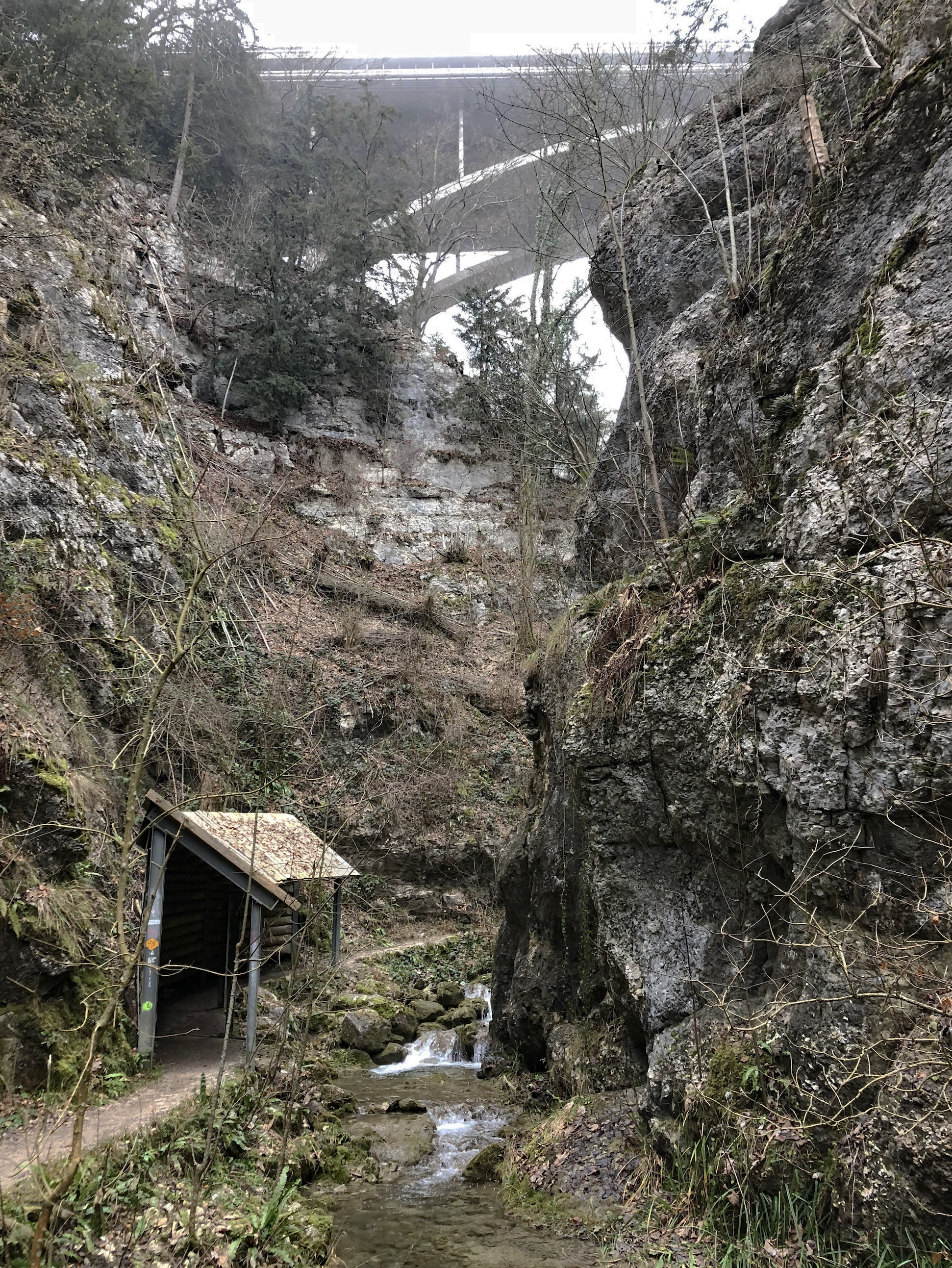
Der Cholersbach in der Schlucht unter der Autobahnbrücke

Rund einen Kilometer weiter beginnt sich der Bach stets tiefer in das Kalkgebirge einzuschneiden. In der zwei Kilometer langen, tiefen Teufelsschlucht, die früher auch Cholersbachgraben hiess, überwindet der Bach mit Steilstrecken und über viele Wasserfälle 200 Höhenmeter. Durch die Schlucht, die als kantonales Naturschutzgebiet ausgewiesen ist, führt ein attraktiver Wanderweg mit vielen Brücken und aus dem Felsen gesprengten Passagen. Der 1902 eingerichtete Bergweg erschliesst das wilde Tobel, das mit seinen spektakulären Felsformationen und dem abwechslungsreichen Bachlauf zu den bekanntesten Natursehenswürdigkeiten des Kantons Solothurn und den schönsten Schluchten des Juras gehört.
Die Autobahn A2 überquert die Schlucht auf einer 100 Meter hohen Betonbogenbrücke.
Im oberen Abschnitt der Schlucht sind Quellfassungen der Gemeinde Hägendorf eingerichtet. Die Umgebung der Quellen ist als Gewässerschutzzone ausgewiesen. Aus Gründen des Wasserqualität möchte das kantonale Amt für Umwelt die Quellen schliessen.
Am unteren Ende der Schlucht steht die ehemalige Mühle von Hägendorf. Auf dem letzten Kilometer ist der Cholersbach im Siedlungsgebiet fast vollständig und bis zur Mündung in die Dünnern eingedolt. Er passiert unterirdisch die Hauptstrasse 5 und die Jurasüdfusslinie der Eisenbahn.

### Einzugsgebiet
Das 5,48 km² grosse Einzugsgebiet des Cholersbachs  Schweizer Jura und wird über die Dünnern, die Aare und den Rhein zur Nordsee entwässert.
Es besteht zu 77,3 % aus Bestockter Fläche, zu 20,6 % aus Landwirtschaftsfläche und zu 2,0 % aus Siedlungsfläche.
Die Flächenverteilung
Die mittlere Höhe des Einzugsgebietes beträgt 837,5 m ü. M.

### Zuflüsse
- Bärenwilbach (rechts), 0,7 km
- Eihölzligraben (links), 0,8 km

## Hydrologie
Bei der Mündung des Cholersbachs in die Dünnern beträgt seine modellierte mittlere Abflussmenge (MQ) 100 l/s. Sein Abflussregimetyp ist pluvial jurassien, und seine Abflussvariabilität beträgt 26.